# Гринівське газове родовище
Гринівське газове родовище — належить до Більче-Волицького нафтогазоносного району Передкарпатської нафтогазоносної області Західного нафтогазоносного регіону України.

## Опис
Розташоване в Івано-Франківській області на відстані 5 км від м. Калуш.
Приурочене до центр. частини Косівсько-Угерської підзони Більче-Волицької зони.
Структура виявлена в 1912 р. У межах родовища виділяються 3 структурні елементи: Гринівська і Калуська складки та півд.-східна перикліналь Кадобнянської складки. Гринівська складка — брахіантикліналь північно-західного простягання розмірами по ізогіпсі -800 м 15х5-6 м, висота 120 м. Калуська структура — куполовидна складка розмірами по ізогіпсі — 800 м 5х3 м, висота 70 м. У 1912 р. при глибині вибою 600 м стався газовий викид. 
Експлуатується з 1933 р. Більшість Покладів пластові, склепінчасті, тектонічно екрановані та літологічно обмежені, решта — пластові, склепінчасті, тектонічно екрановані. Режим Покладів газовий. Запаси початкові видобувні категорій А+В+С1: газу — 3849 млн. м3.